# Lampa

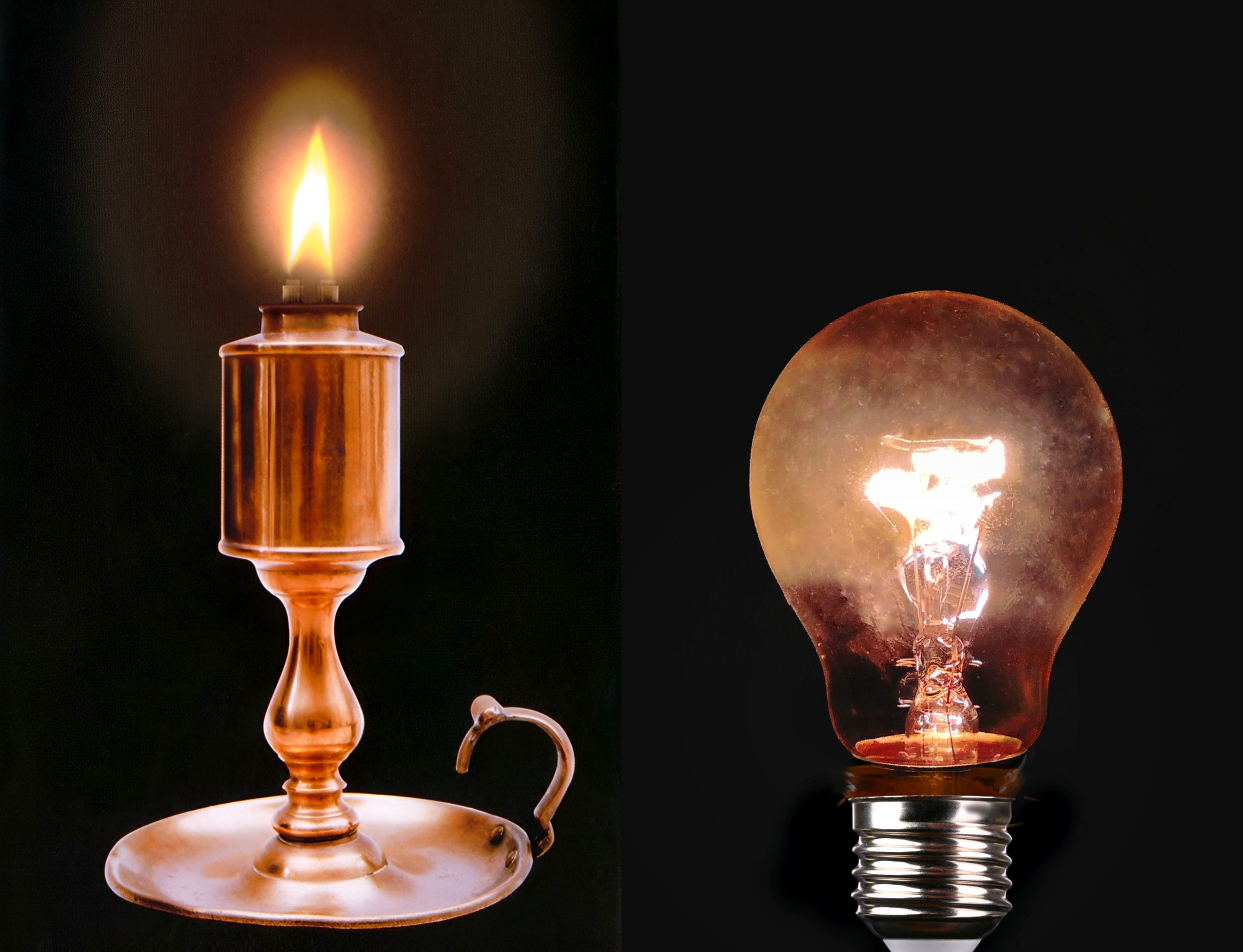
Lampa olejna oraz elektryczna

Lampa – urządzenie wytwarzające światło, dzięki wykorzystaniu energii pochodzącej z przepływu prądu elektrycznego lub ze spalania paliwa. Lampa zamienia dostarczaną do niej energię na promieniowanie widzialne co umożliwia oświetlanie lub sygnalizację. Współcześnie pojęcie używane zarówno wobec pierwotnych źródeł światła (np. żarówki) jak i do całych złożonych urządzeń wykorzystujących te źródła (zob. oprawa oświetleniowa).

## Historia
Pierwotnie lampy wykorzystywały jako źródło zasilania paliwa, uzyskując światło poprzez jego spalanie. Pierwszymi z nich były lampy olejne, począwszy od prymitywnych kaganków znanych już w starożytności, a kończąc na złożonych urządzeniach wykorzystujących kominki i palniki z końca XVIII i początku XIX wieku. Od początku XIX wieku, do użytku weszły również lampy gazowe, jednak wykorzystywane głównie do oświetlania ulic, w użytku domowym nie zastępując lamp olejnych. 
Istotnym postępem było wynalezienie w 1853 r. przez Ignacego Łukasiewicza lampy naftowej, umożliwiającej zastąpienie olejów roślinnych i zwierzęcych z lamp olejnych, nowym paliwem kopalnym – naftą. Lampa naftowa okazała się ponadto znacznie bardziej efektywna względem swojego protoplasty, pozostając w użytku aż do rozpowszechnienia dostępu do elektryczności. Pod koniec XIX w. do użytku weszły również lampy karbidowe zasilane acetylenem wytwarzanym w lampie w wyniku reakcji karbidu z wodą. Stosowane jednak głównie w górnictwie, kolejnictwie i żegludze, natomiast niechętnie w domostwach ze względu na wydzielany zapach.
Krokiem milowym w rozwoju lamp było wynalezienie lampy elektrycznej w II połowie XIX wieku umożliwiających rezygnację z niebezpiecznych palnych paliw na rzecz zasilania elektrycznego. Pierwszy pokaz działającej lampy elektrycznej (łukowej) nastąpił w 1843 r. w Paryżu, jednak pierwsza funkcjonalna lampa tego typu powstała dopiero w 1873 r. (świeca  Jabłoczkowa). Lampy łukowe znalazły zastosowanie między innymi w latarniach morskich, przy oświetlaniu pomieszczeń i w projektorach filmowych, ostatecznie zostały jednak zastąpione dużo bardziej efektywniejszymi żarówkami. 
Lampy elektryczne jeszcze przez długi czas wykorzystywane były równolegle ze starszymi lampami paliwowymi, jednak wraz z postępem elektryfikacji niemal całkowicie wyparły je z użytkowania. Od początku XX wieku do popularnych żarówek dołączyły również lampy wyładowcze (m.in. świetlówki), a obecnie oba typy lamp systematycznie wypierane są przez popularne lampy LED.

## Rodzaje
lampy na paliwo płynne
- lampa olejna
  - kaganek
- lampa naftowa
- świeca benzynowa

lampy na paliwo gazowe
- lampa gazowa
  - lampa karbidowa

lampy na energię elektryczną
- lampa elektryczna
  - lampa plazmowa
  - lampa półprzewodnikowa
    - lampa Filament LED
    - lampa LED
    - świetlówka LED

  - lampa wyładowcza
    - lampa bezelektrodowa
    - lampa błyskowa
    - lampa fluorescencyjna (lampa jarzeniowa, świetlówka)
      - świetlówka kompaktowa

    - lampa ksenonowa
    - lampa kwarcowa
    - lampa łukowa
      - ksenonowa lampa łukowa (kseon)
      - świeca Jabłoczkowa

    - lampa metalohalogenkowa
    - lampa neonowa (neonówka, neon)
    - lampa rtęciowa (rtęciówka)
    - lampa siarkowa
    - lampa sodowa
    - lampa sollux
    - lampa spektralna
    - lampa światła czarnego
    - lampa szczelinowa
    - lampa z zimna katodą (CCFL)

  - lampa żarowa (żarówka)
    - lampa halogenowa (halogen)